# Індраварман VI
Індраварман VI (д/н — 1441) — раджа-ді-раджа Чампи в 1400–1441 роках. У в'єтнамських джерелах відомий як Тіем Бадічлай, в китайських — Чан-па-ті-лай.

## Життєпис
Походив з Тринадцятої династії Чампи. Син раджа-ді-раджи Сімхавармана VI. При народженні звався Наук Клаунгвіджая, згодом отримав титул вірабхадраварман. 1400 року після смерті батька спадкував владу. Того ж року проти нього виступив Хо Кюї Лі, вуа Дайнгу. Чампське військо зазнало поразки, внаслідок чого до 1403 року було втрачено землі від Індрапури до Амараваті (у в'єтському варіанті Чо Луй і Ша Лі Нья) в сучасних провінціях Куангнам і Куангнгай.
Втім ситуацію змінила війна Дайнгу з імперією Мін, якій сприяла дипломатія Індравармана VI. 1407 року після поразки Дайнгу раджа-ді-раджа повернув собі втрачені раніше землі. Офіційна церемонія сходження на трон відбулася 1413 року. Тодіж взяв ім'я Індраварман VI.
За цим почав військові кампанії проти Камбоджі, внаслідок чого захопив великі території вздовж річки Донгнай і в дельті Меконгу. 1414 року відбив напад мінської армії, що прийшла на допомогу Сорйовонгу, магараджі Камбоджі. Зрештою змусив магараджу Понхеа Ята визнати приєднання до Чампи міста Нагара Брахканда з навколишньою територією.
1432 року побоючись нової війни з Дайв'єтом відмовитися від північної області Індрапура. Помер Індраварман VI 1441 року. Йому спадкував небіж Махавіджая.